# 북내초등학교 주암분교
북내초등학교 주암분교는 대한민국 경기도 여주시에 있었던 공립 초등학교이다.

## 학교 연혁
- 1934년 4월 1일 북내공립보통학교 부설 주암간이학교 개교
- 1944년 7월 1일 주암국민학교 설립
- 1981년 3월 1일 병설유치원 개원
- 1996년 3월 1일 북내국민학교 주암분교로 편입
- 2017년 2월 28일 폐교[2]

## 학교 동문
김민종거

## 참고 자료
- 북내초등학교주암분교장 - 한국교육학술정보원 학교알리미